# 都市伝説倶楽部
『都市伝説倶楽部』は小南泰葉の配信限定EP。2014年6月25日にEMIミュージック・ジャパンからリリースされた。乃木坂46メンバー主演、ホラー映画“都市伝説3部作”の主題歌三作が収録されている。

## 構成
乃木坂46メンバーが主演を務めるホラー映画“都市伝説3部作”について、小南が担当した主題歌三作が収録されている。
- 「3355411」「死の実況中継 劇場版」主題歌
- 「NO-MAN」「デスブログ 劇場版」主題歌
- 「ドリームボックス」「杉沢村都市伝説　劇場版」主題歌

また、都市伝説で知られる楽曲「暗い日曜日」をカバーし、収録している。

## リリース
リリース当日にはiTunesストアでロックアルバムランキング1位、アルバム総合ランキング2位を記録した。

### プレオーダー
2014年6月11日〜6月/24日の間は通常価格800円のところプレオーダー価格500円で予約可能とした。6月11日の予約開始日にはiTunesストアのロックアルバムランキングで1位を記録した。

## アートワーク
ジャケットアートワーク素材は公募したものである。都市伝説をテーマにTwitter上で応募する形式を採った。寄せられた写真やイラストの中から、口裂け女をモチーフとしたイラストが採用された。

## ツアー
リリースと連動して、東京・名古屋・大阪でツアー「都市伝説倶楽部」が開催された。

## 収録曲
| #  | タイトル             | 作詞 | 作曲・編曲 | 編曲 |
| -- | -------------------- | ---- | ---------- | ---- |
| 1. | 「3355411」          |      |            |      |
| 2. | 「NO‐MAN」           |      |            |      |
| 3. | 「ドリームボックス」 |      |            |      |
| 4. | 「暗い日曜日」       |      |            |      |